# Rosa misimensis
Rosa misimensis är en rosväxtart som beskrevs av Takenoshin Nakai. Rosa misimensis ingår i släktet rosor, och familjen rosväxter. Inga underarter finns listade i Catalogue of Life.